# Макдауэлл, Майкл
Майкл Макдауэлл (англ. Michael McDowell; 1 июня 1950[…], Филадельфия, Пенсильвания — 27 декабря 1999[…], Бостон) — американский писатель и сценарист, работавший в жанрах хоррор и южная готика. Самой известной его работой, вероятно, являются сюжет и сценарий к фильму «Битлджус» (1988) Тима Бёртона, за которую он был номинирован на премии «Сатурн» и «Хьюго».
Писатель Стивен Кинг называл Макдауэлла «лучшим автором книг в мягкой обложке в Америке».

## Биография
Майкл Макдауэлл родился 1 июня 1950 года в небольшом городке под названием Энтерпрайз, на юго-востоке штата Алабама, США. Будущий писатель получил степень бакалавра искусств, а затем магистра в Гарвард-колледже, после чего защитил докторскую диссертацию в университете Брандейс (работа Макдауэлла называлась "American Attitudes Toward Death, 1825–1865").
Диагноз СПИД был поставлен писателю в 1994 году. После него Майкл Макдауэлл некоторое время преподавал сценарное искусство в Бостонском университете и университете Тафтса, продолжая при этом писать сценарий для сиквела «Битлджуса».
Макдауэлл умер 27 декабря 1999 года в Бостоне, штат Массачусетс, от осложнений болезни, вызванных СПИДом. Его последняя новелла, «Догорающие свечи» (англ. Candles Burning), была так и не закончена. Табита Кинг (супруга Стивена Кинга) дописала её и опубликовала в 2006 году.

## Личная жизнь

### Ориентация
Макдауэлл был гомосексуалом. Его партнёром на протяжении тридцати лет, вплоть до смерти писателя, был театральный режиссёр Лоуренс Сенелик. 19-летний Макдауэлл и 27-летний Сенелик познакомились в 1969 году, когда ставили в театре пьесу Бена Джонсона «Варфоломеевская ярмарка».

### Хобби
Одним из увлечений писателя было коллекционирование различных предметов, связанных с изображением Смерти. Его обширная коллекция, которая, как сообщается, насчитывала более семидесяти шести коробок, включала в себя разнообразные сувениры, жетоны, фотографии и даже таблички с детских гробов. После его смерти коллекция была приобретена Чикагским Северо-Западным университетом, где она была выставлена в 2013 году.

## Сценарии и экранизации
- 1986 — «Альфред Хичкок представляет» (ТВ-сериал) / Alfred Hitchcock Presents — (режиссёр Тим Бёртон), эпизод «The Jar»;
- 1986 — «Удивительные истории» (ТВ-сериал) / Amazing Stories — (режиссёр Том Холланд), эпизод «Miscalculation»;
- 1988 — «Битлджус» / Beetlejuice — (режиссёр Тим Бёртон), номинация на премии «Сатурн» и «Хьюго»;
- 1990 — «Сказки с тёмной стороны» / Tales from the Darkside: The Movie — (режиссёр Джон Харрисон), сегменты «Номер 249» и «Любовная клятва»;
- 1993 — «Кошмар перед Рождеством» / The Nightmare Before Christmas — (режиссёр Генри Селик), совместно с Кэролайн Томпсон;
- 1996 — «Худеющий» / Thinner — (режиссёр Том Холланд), адаптация рассказа Стивен Кинг
- 2016 — «Холодная луна» / Cold Moon — (режиссёр Грифф Фёрст), экранизация новеллы «Cold Moon Over Babylon».